# 66e régiment d’infanterie
Das 66e régiment d’infanterie war ein Infanterieregiment der französischen Armee, das im Jahr 1672 als „Régiment d’infanterie etrangère de Pfyffer“ (4e régiment Suisses – 4. Schweizer Regiment) im französischen Dienst aufgestellt und 1966 endgültig aufgelöst wurde.
Seit 1616 hatte das Königreich Frankreich drei Regimenter schweizerischer Söldner im Dienst, die in der Zeit von Ludwig XIII. angeworben worden waren. Unter der Regierung von Ludwig XIV. wurde im Jahre 1671 der Lieutenant-général Pierre Stoppa vom König beauftragt, mit den Schweizer Kantonen über die Aufstellung von vier weiteren Regimentern für den Dienst in Frankreich zu verhandeln. Die Kapitulation (Aufstellungsurkunde) wurde am 14. August 1671 unterzeichnet.
Es bestand bei seiner Aufstellung aus zwölf Kompanien zu je 200 Infanteristen.
Obwohl oftmals im Bezug auf das Regiment der Zusatz „Grisons“ (Graubünden) verwendet wurde, kamen die Soldaten doch hauptsächlich aus den Kantonen von Luzern, Glarus, Freiburg und Solothurn. Der erste Regimentsinhaber und Kommandeur war Colonel Louis de Pfyffer de Wyher, ein Schweizer der seit langer Zeit im französischen Dienst stand.
Es war ein sogenanntes Fremdenregiment (Régiment étrangere) und bestand bis 1791 ausschließlich aus Schweizern.

## Regimentsnamen
- 1672: Régiment de Pfyffer (4e régiment suisses).
- 1689: Régiment d’Hessy
- 1729: Régiment de Burky (51e Régiment d’infanterie etrangère)[2]
- 1737: Régiment de Tschudy (51e régiment d’infanterie etrangère)
- 1740: Régiment de Vigier (51e régiment d’infanterie etrangère)
- 1756: Régiment de Castellas[3] (52e Régiment d’infanterie etrangère)
- 1756: Régiment de Castellas (52e régiment d’infanterie etrangère)
- 1762: Régiment de Castellas (52e régiment d’infanterie etrangère) (Gemäß dem Erlass von 1762)
- 1767: Régiment de Castellas (52e régiment d’infanterie etrangère) (Gemäß dem Erlass von 1767)
- 1775: Régiment de Castellas (58e régiment d’infanterie etrangère) (Gemäß dem Erlass von 1775)
- 1776: Régiment de Castellas (58e régiment d’infanterie etrangère) (Gemäß dem Erlass von 1776)
- 1779: Régiment de Castellas (58e régiment d’infanterie etrangère)
- 1788: Régiment de Castellas (69e régiment d’infanterie etrangère) (Gemäß dem Erlass von 1786)
- 1791: Umbenannt in „66e régiment d’infanterie“ (1. Januar).
- 1792: Nach der Erstürmung der Tuilerien aufgelöst
- 1795: Neuaufgestellt als „66e demi-brigade de bataille“.
- 1796: Umbenannt in „66e demi-brigade d’infanterie de ligne“.
- 1803: Umbenannt in „66e régiment d’infanterie de ligne“.
- 1882: Umbenannt in „66e régiment d’infanterie“
- 1914: Nach der Mobilmachung stellte es sein Reserveregiment auf, das 266e régiment d’infanterie
- 1923: Auflösung
- 1939: Wiedererrichtung des „66e régiment d’infanterie“
- 1940: Aufgelöst
- 1963: Wiederaufgestellt „66e régiment d’infanterie“

## Mestres de camp/Colonels
Mestre de camp war von 1569 bis 1661 und von 1730 bis 1780 die Rangbezeichnung für den Regimentsinhaber und/oder für den mit der Führung des Regiments beauftragten Offizier. Die Bezeichnung „Colonel“ wurde von 1721 bis 1730, von 1791 bis 1793 und ab 1803 geführt.
Nach 1791 gab es keine Regimentsinhaber mehr.
Sollte es sich bei dem Mestre de camp/Colonel um eine Person des Hochadels handeln, die an der Führung des Regiments kein Interesse hatte (wie z. B. der König oder die Königin), so wurde das Kommando dem „Mestre de camp lieutenant“ (oder „Mestre de camp en second“) respektive dem „Colonel-lieutenant“ oder „Colonel en second“ überlassen.
| I. | II. | III. |
| --- | --- | --- |
| - 1672: Colonel Pfyffer de Wyher - 1689: Colonel Gabriel Hessy - 1729: Colonel Joseph de Burky - 1737: Colonel Pierre de Tschudy - 1740: Colonel François de Vigier de Steinburg - 1756: Colonel Rodolf de Castellas - 1762: Colonel Klein (?) - 1773: Colonel de Castella de Montagny(?) - 1780: Colonel Girardier - 1788: Colonel de Sonnenberg de Luzern (?) (…) - 1803: Colonel Dominique-Pierre Cambriels - 1808: Colonel Joseph Braun - 1809: Colonel Jean-Pierre Béchaud - 1809: Colonel Louis-Francois Vatable | - 1813: Colonel Andre Dupuy - 1815: Colonel Joseph-Antoine-Marie George (Während der Hundert Tage) - 1830: Colonel Jean-Marie Varlet - 1831: Colonel Michel Combes - 1832: Colonel Antoine-Louis Regnault - 1843: Colonel Charles Chenaux - 1849: Colonel Joseph Vernier de Byans - 1860: Colonel Joseph Guepard - 1863: Colonel Adrien Seroka - 1865: Colonel Eugène Arnaudeau - 1868: Colonel Charles AmellerColonel - 1871: Colonel Eugène Bardin - 1875: Colonel Gabriel Millot - 1884: Colonel Jean-Marie Caillot - 1889: Colonel Paul d'Hugonneau de Boyat - 1875: Colonel Gabriel Millot - 1884: Colonel Jean-Marie Caillot | - 1889: Colonel Paul d'Hugonneau de Boyat - 1891: Colonel Charles-Marie-François Ferry - 1895: Colonel Victor Humbel - 1900: Colonel Camille-Louis de Foucauld - 1912: Colonel Maurice Janin - 1914: Lieutenant colonel de Villantroys - 1915: (Januar) Commandant Rabussau (interim) - 1915: (März) Colonel Quintard (Verwundet ausgeschieden) - 1915: (Mai) Lieutenant-colonel Gizard - 1915: (Juli) Colonel Quintard - 1916: Lieutenant colonel Paille - 1917: Colonel Soulle (bis zum 22. November 1918) - 1918–1923: ? - 1939: Lieutenant colonel Degremont - 1940: Lieutenant colonel Boby |

## Fahnen und Uniformen im Ancien Régime

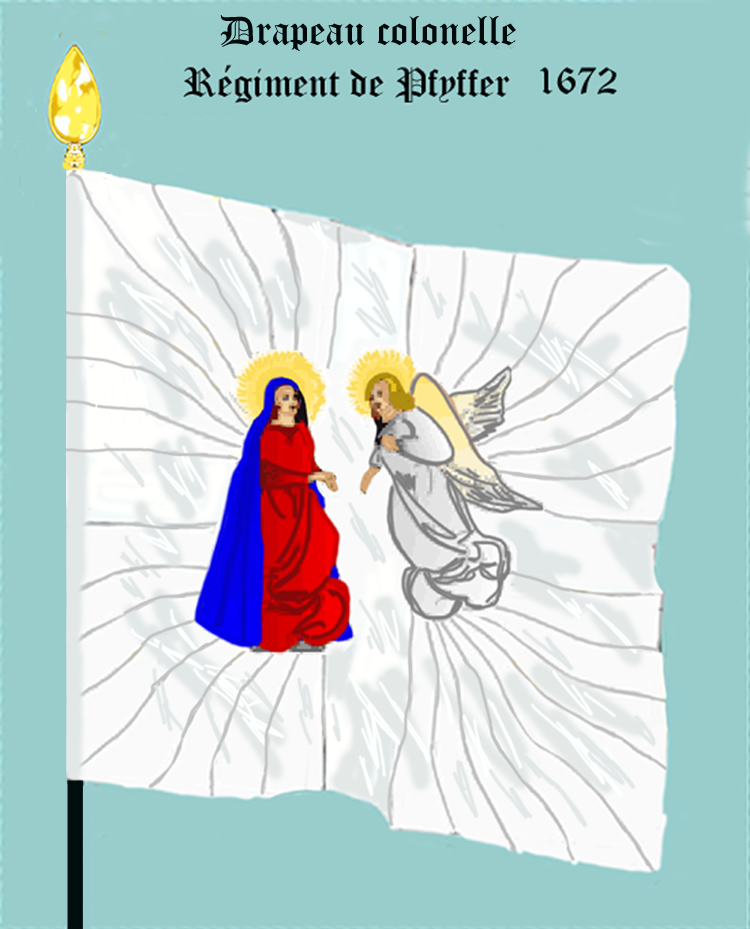
Leibfahne des Régiment de Pfyffer 1672–1689 (Vorderseite)
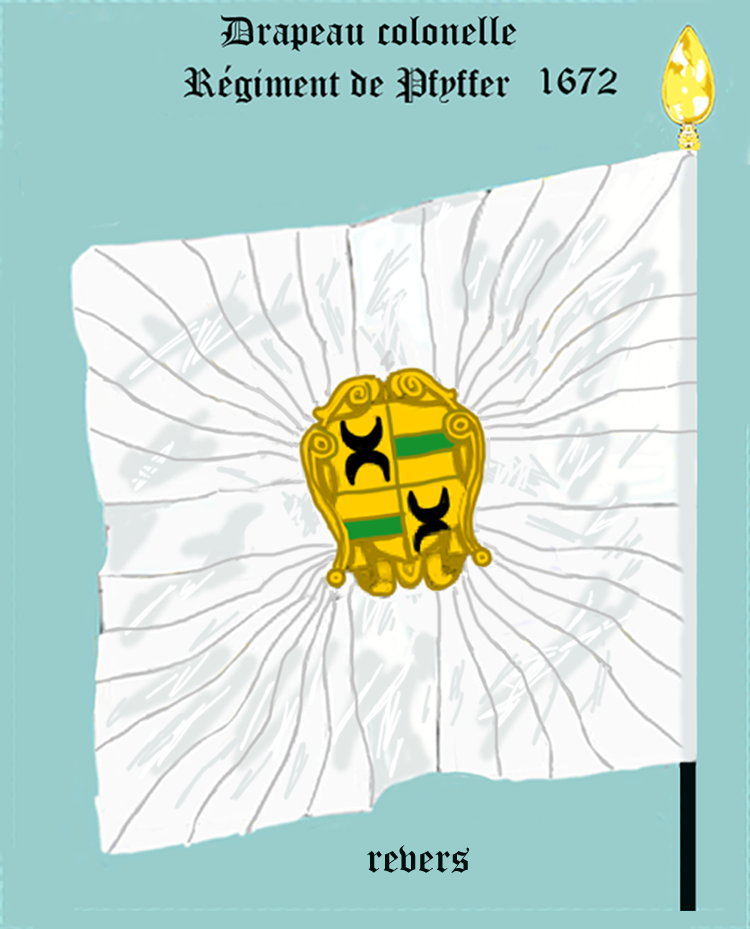
Leibfahne des Régiment de Pfyffer 1672–1689 (Rückseite)
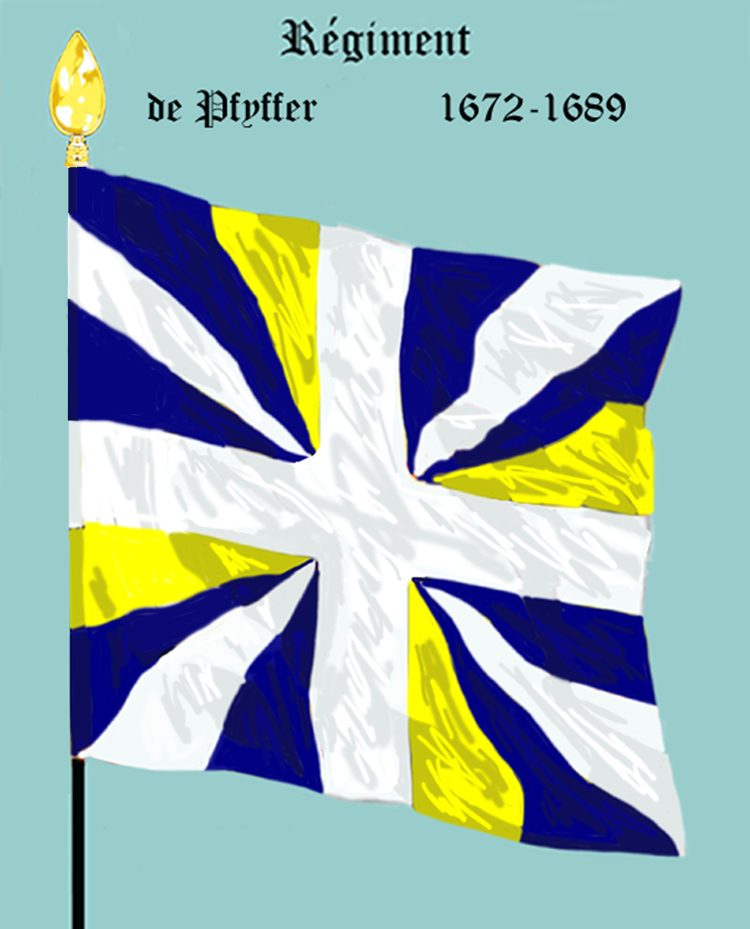
Régiment de Pfyffer
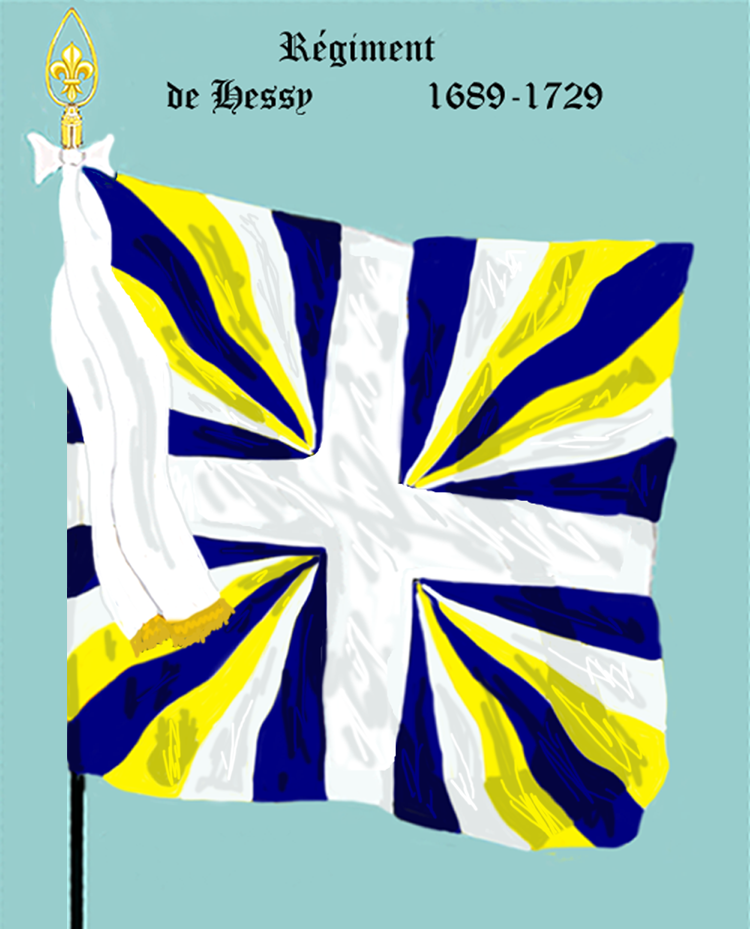
Régiment de Hessy
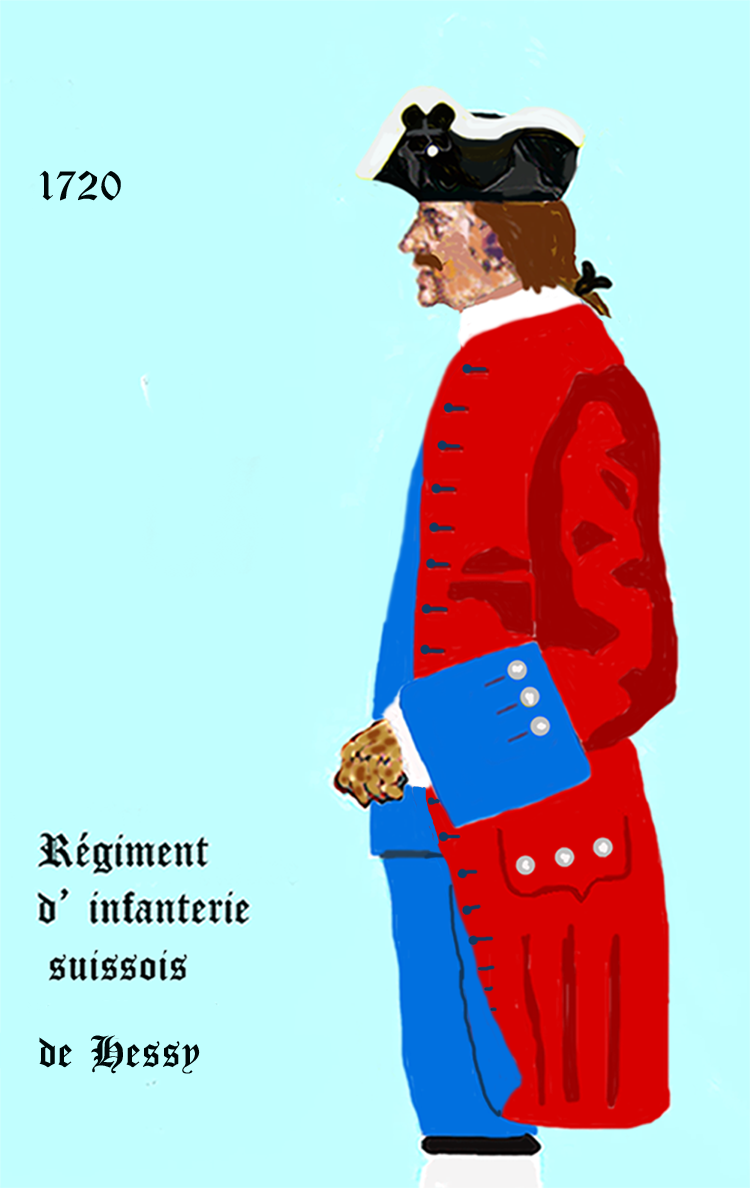
Régiment de Hessy
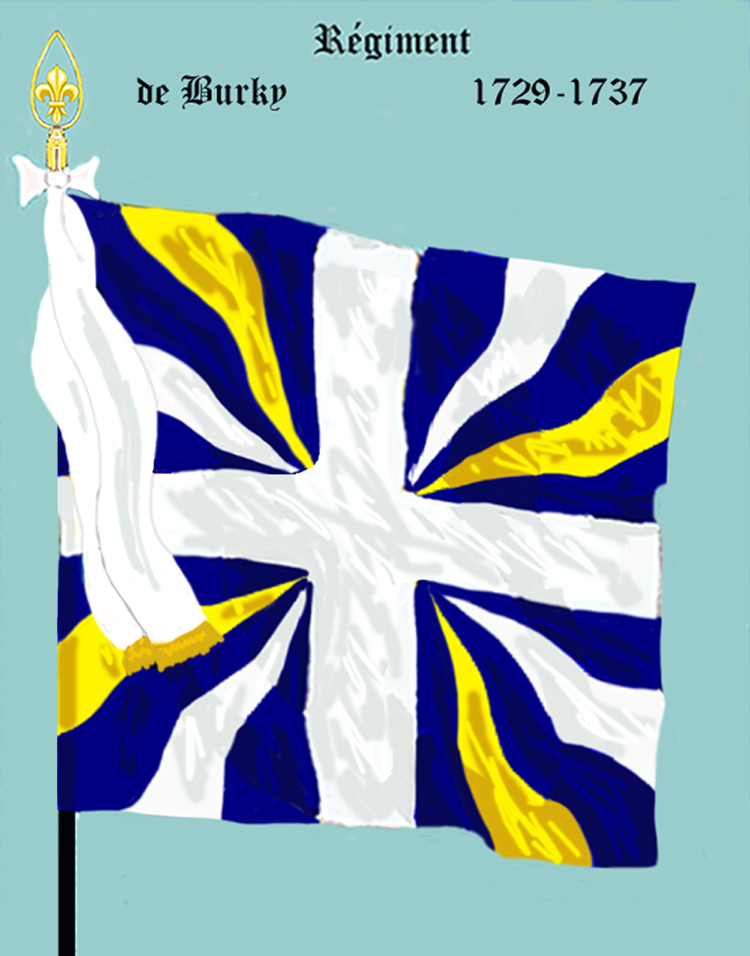
Régiment de Burky
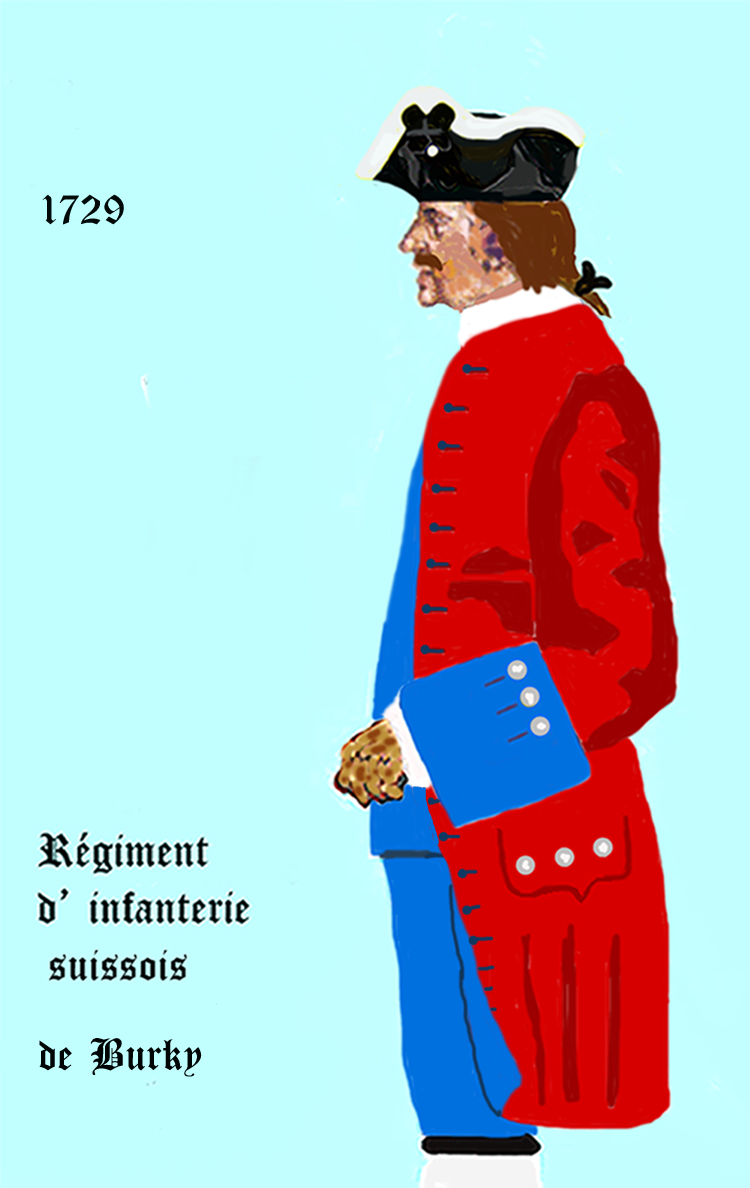
Régiment de Burky 1720
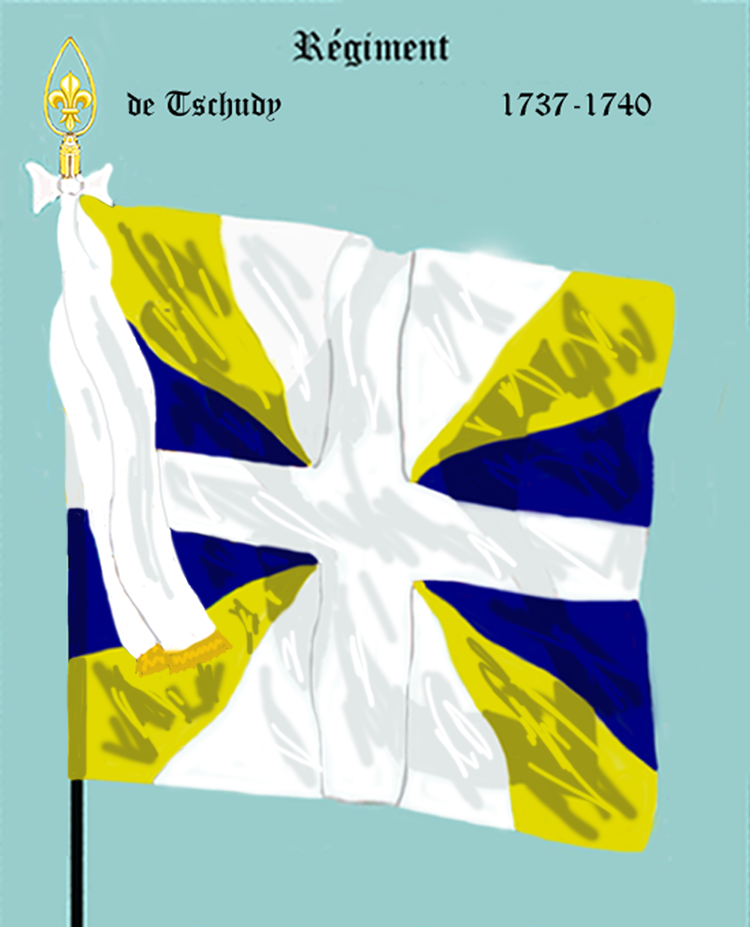
Régiment de Tschudy
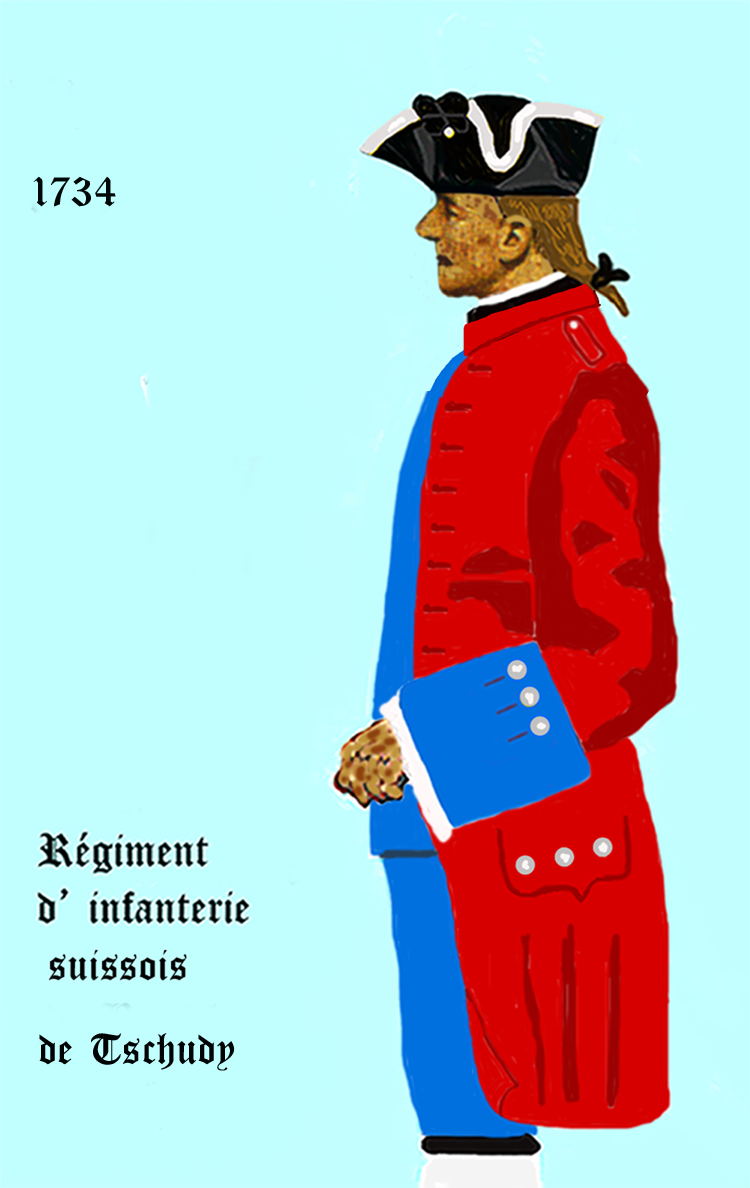
Régiment de Tschudy 1734
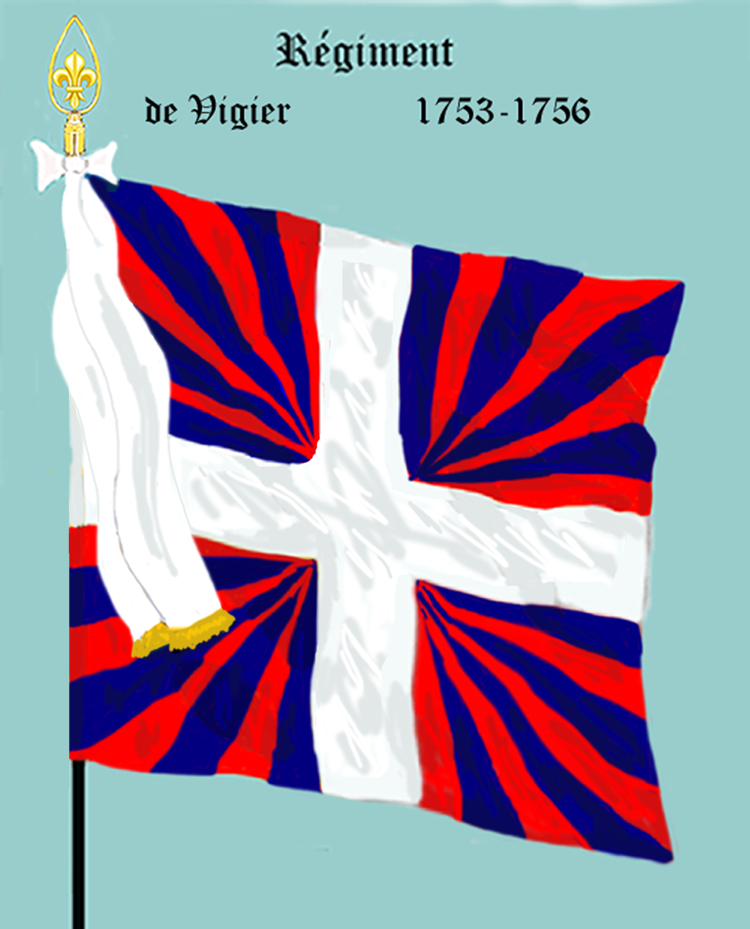
Régiment de Vigier
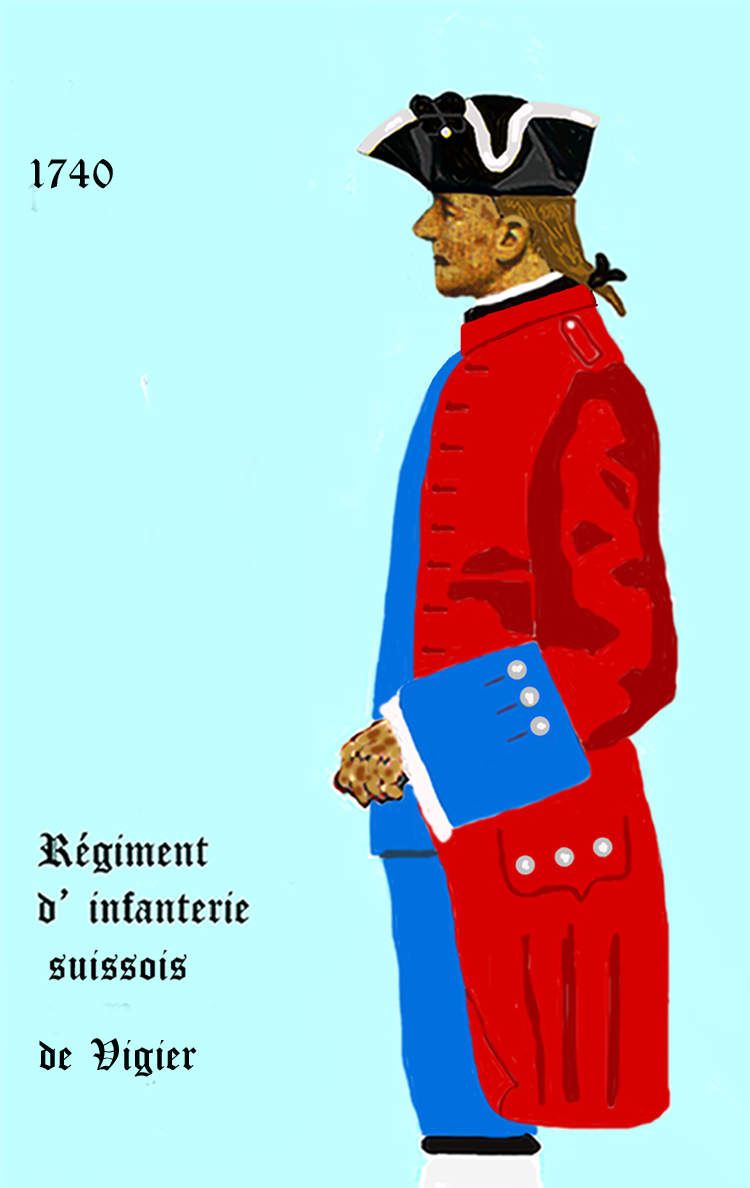
Régiment de Vigier 1740
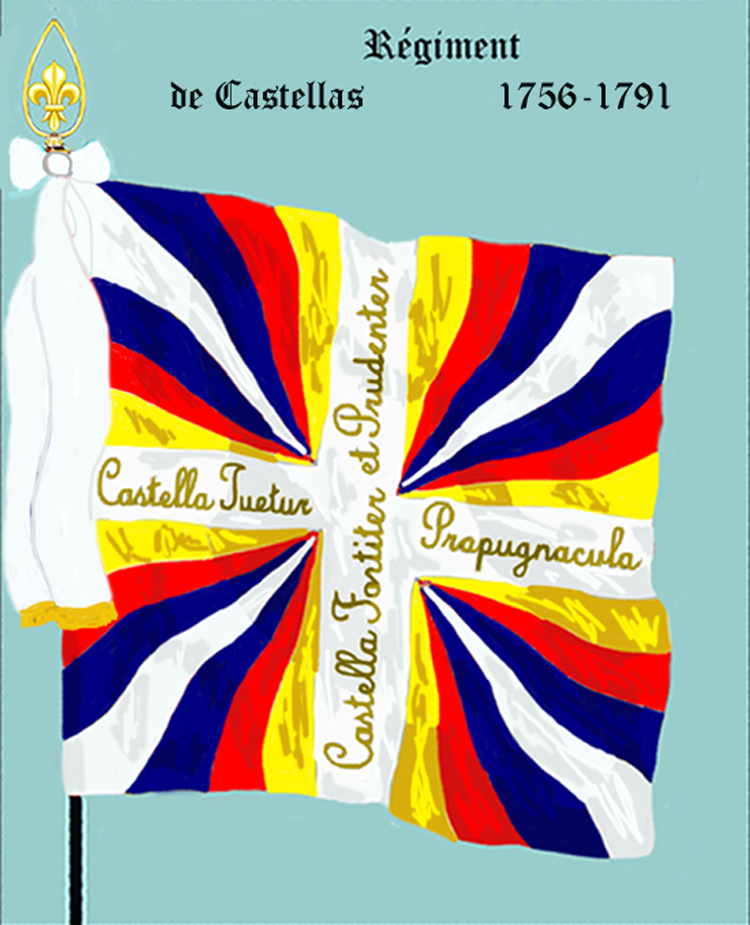
Régiment de Castellas
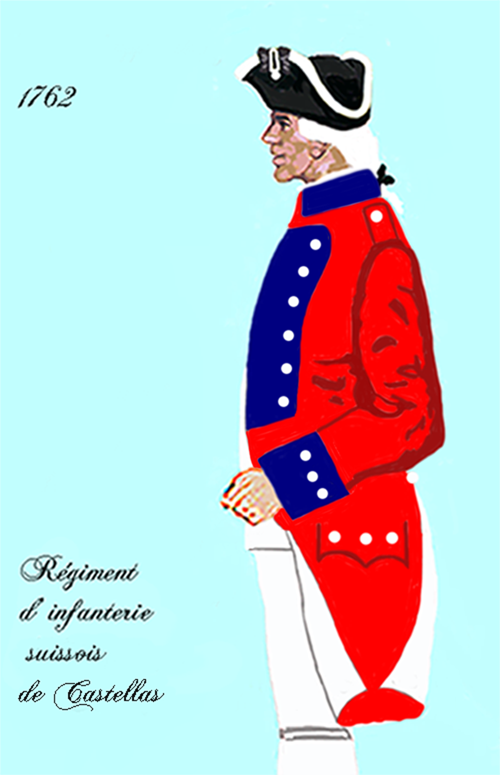
Régiment de Castellas 1762–1776
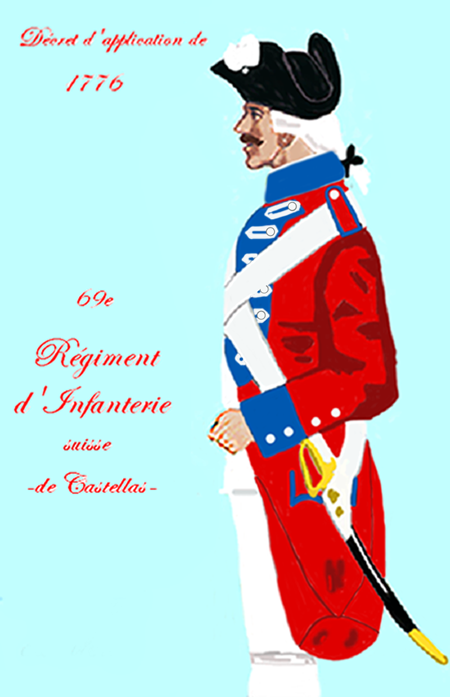
Régiment de Castellas 1776–1791
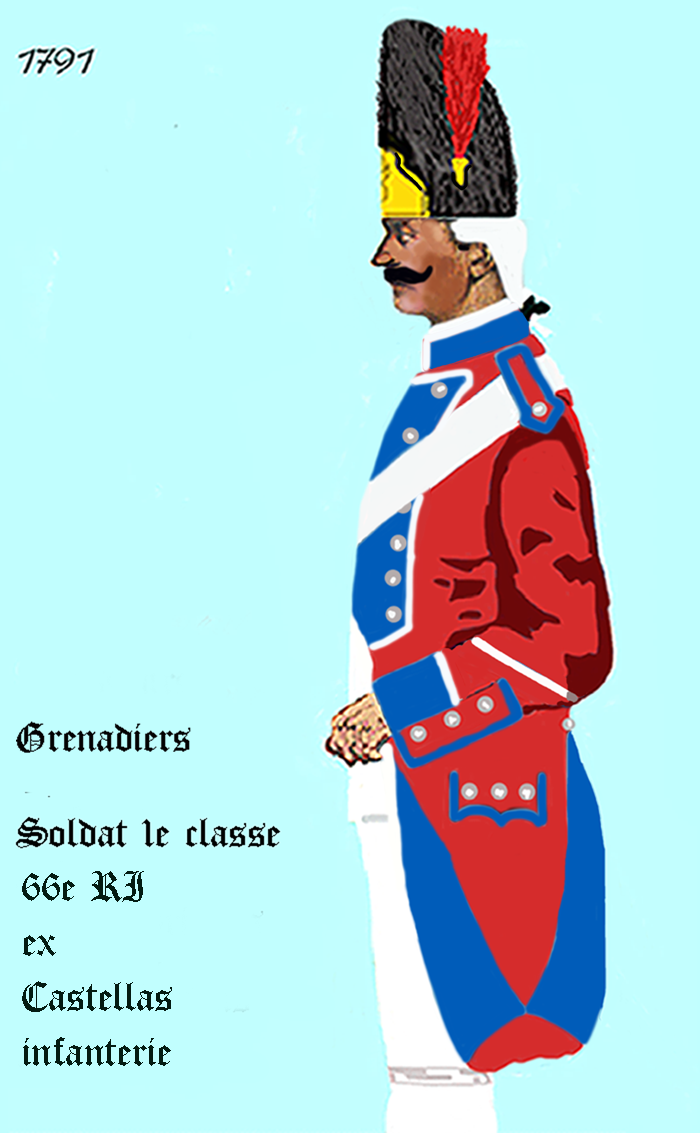
66e régiment d'infanterie 1791–1792

## Gefechtskalender

### Ära Ludwig XIV.
- Holländischer Krieg
  - Belagerung von Maastricht (1673)
  - Schlacht bei Seneffe (1674).
  - Schlacht bei Cassel (1677) (am 10. und 11. April 1677).

- Pfälzischer Erbfolgekrieg

Das Regiment war Teil der „Armée des Flandres“ und kämpft in der:
- Schlacht bei Walcourt (1689), unter dem Befehl des Louis de Crevant maréchal d'Humiéres.
- Schlacht bei Fleurus (1690), unter dem Befehl des Maréchal François-Henri de Montmorency-Luxembourg.

1692 wechselte das Regiment zur „Armée des Alpes“ unter dem Befehl von Nicolas de Catinat:
- Schlacht bei La Marsaglia (1693). Während der Schlacht verteidigte das Regiment Pignerol gegen die Truppen von Viktor Amadeus II. von Savoyen.

Sofort nach der Schlacht verlegte das Regiment nach Flandern
- Teilnahme an der Belagerung von Ath (1697)

- Spanischer Erbfolgekrieg

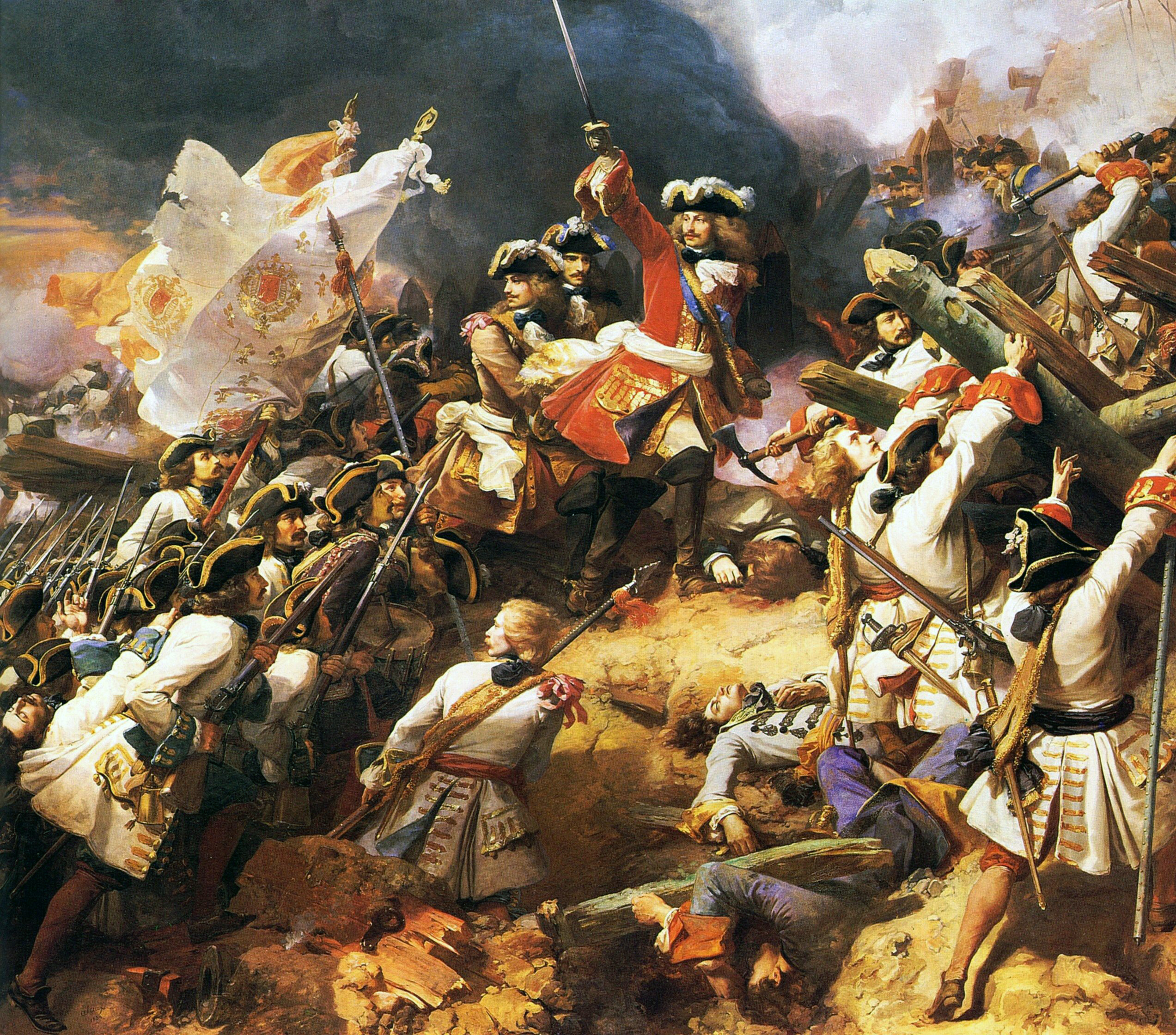
Die Schlacht bei Denain

  - Sieg über die holländischen Truppen in der Schlacht bei Nimwegen
  - Schlacht bei Ekeren (1703)
  - Verteidigung von Landau im Jahre 1704
  - An der Einnahme von Gibraltar beteiligt (1705)
  - Zerschlagung des spanischen Belagerungsrings um Badajoz
  - Schlacht bei Almansa (1707).
  - Schlacht bei Denain (1712) unter dem Befehl des Maréchal Claude-Louis-Hector de Villars.

### Régence
- Krieg der Quadrupelallianz

Das Regiment überquerte die Pyrenäen und marschierte unter dem Befehl von Maréchal Jacques Fitz-James de Berwick nach Katalonien.
- Einnahme von Fuenterrabia
- Einnahme von San Sebastián

### Ära Ludwig XV.
- Österreichischer Erbfolgekrieg

Im Jahre 1743 trat das Regiment unter dem Prince de Louis François de Bourbon-Conti zur „Armée des Alpes“ und kämpfte unter dessen Kommando:
- Angriff auf die Verschanzungen von Fort du Mont Alban
- Angriff auf Villefranche-sur-Mer
- Niederlage in der Schlacht bei Plaisance (1746)
- Schlacht bei Tridone (mit einem Verlust von 500 Mann)
- Belagerung von Ventimiglia (mit einem Verlust von 180 Mann)

- Siebenjähriger Krieg

Am 14. März 1756 wurde Lieutenant-général Rodolphe de Castellas zum neuen Inhaber des Regiments ernannt. Es trug von da an seinen Namen bis zu den revolutionären Veränderungen des Jahres 1791. Unter diesem Namen kämpfte es:
- 1757: Feldzug in Thüringen unter dem Kommando des Charles de Rohan-Soubise
- 1757: Schlacht bei Roßbach
- 1758: Rückzug über den Rhein unter dem Duc de Broglie
- 1758: Feldzug in Hessen unter dem Kommando des Charles de Rohan-Soubise
- 1758: Schlacht bei Lutterberg
- 1759: Schlacht bei Bergen
- 1760: Gefecht bei Korbach
- 1761: Gefecht bei Neuhaus

### Ära Ludwig XVI.
Von 1774 bis 1791 nahm das Regiment an keinen Kampfhandlungen teil. Es war ständig in Fontoy stationiert von wo aus es die Grenze zu Luxemburg überwachte. Am 1. Juli 1791 verlegte es nach Verdun.
Nach dem Sturm auf die Bastille im Jahre 1789 und der folgenden französischen Revolution behielt das Regiment zunächst seinen Inhabernamen bei.
- 1790: Teilnahme an der Niederschlagung der Meuterei in Nancy

Aus „Gründen der Gleichheit“ und wegen der Prinzipien der Revolution verlor es jedoch am 1. Januar 1791 den Namen „de Castellas“ und die Zusatzbezeichnung „régiment suisse“, da nur noch französische Regimenter für Frankreich im Dienst sein sollten. Wie die anderen 104 französischen Regimenter würde es nur noch eine Nummer tragen. Es hieß von nun an „66e régiment d’infanterie“.
Am 1. Januar 1792 war das Regiment in Metz stationiert. Es nahm von hier aus an den Aktion der „Armée du Nord“ unter dem Kommando von Général Rochambeau teil und lag am 1. Mai 1792 in Villers-Pol (Region Nord-Pas-de-Calais).
Gleich nach dem 1792 erfolgten Sturm auf die Tuilerien und dem hartnäckigen Widerstand der dort postierten „Gardes suisses“ (Gardeschweizer) wurde das Regiment, das zum größten Teil ja ebenfalls noch aus Schweizern bestand, am 20. August des gleichen Jahres in Troyes zum ersten Mal aufgelöst. Die Männer, die es vorzogen im französischen Dienst zu bleiben (etwa 500) wurden in die „Légion de Luckner“ überstellt.

### Französische Revolution
Die Gesetzgebende Nationalversammlung der Französischen Revolution legte ein Projekt vor, die meisten militärischen Einheiten des Ancien Régime abzuschaffen und durch noch aufzustellende Einheiten von „Volontaires nationaux“ (Nationalen Freiwilligen) zu ersetzen. Dieser Plan wurde zunächst mit dem 21. Juni 1791 offiziell angenommen. Da diese Freiwilligen meist ungedient waren und daher über keinerlei Kampferfahrung verfügen würden, sollte ihnen ein Gerüst („amalgames“) aus Angehörigen (Berufssoldaten) der vormals königlichen Armee beigegeben werden. Nach langen Debatten wurde mit dem 8. Januar 1794 beschlossen, das Projekt durchzuführen. Die seit dem Beschluss des Nationalkonvents vom 26. Februar 1793 in „Demi-brigades de bataille“ umbenannten Regimenter sollten fortan bestehen aus:
einem Bataillon ehemaliger Angehöriger der königlichen Armee
zwei Bataillonen nationaler Freiwilliger.
Daraus ergab sich dann die folgende Zusammensetzung der „66e demi-brigade de bataille“
das 2e bataillon des vormaligen „Régiment d’infanterie de Touraine“ (dann 33e régiment d' infanterie)
das „9e bataillon de volontaires du Doubs“
das „4e bataillon de volontaires du Var“
- Erster Koalitionskrieg

66e demi-brigade de bataille (1794–1796) – Zugeteilt der Armée de Sambre-et-Meuse (Sambre-Maas-Armee)
- 1794–1795: Belagerung von Luxemburg

Am 18. Nivôse an IV (8. Januar 1796) bestimmte das Direktorium die Reorganisation der Verbände und Umbenennung in „Demi-brigades d’infanterie de ligne“. Gleichzeitig mit dieser Reform erhielt die Einheit am 15. Februar 1796 die neue Bezeichnung: „96e demi-brigade d’infanterie de ligne“. Die bisherige Nummer 66 war von da ab vakant.
- 66e demi-brigade d’infanterie de ligne (1796–1803)

Die Vakanz der Nummer 66 war jedoch nur von kurzer Dauer, bereits am 1. Juni 1796 wurde die Umbenennung rückgängig gemacht. Von da an existierte eine neue Infanterie-Einheit mit der Nummer „66“ die nunmehr komplett aus Nationalen Freiwilligen bestand. Diese „Demi-brigade du Finistère“ wurde unverzüglich in die Vendée geschickt, um die dortigen Aufstände zu bekämpfen.

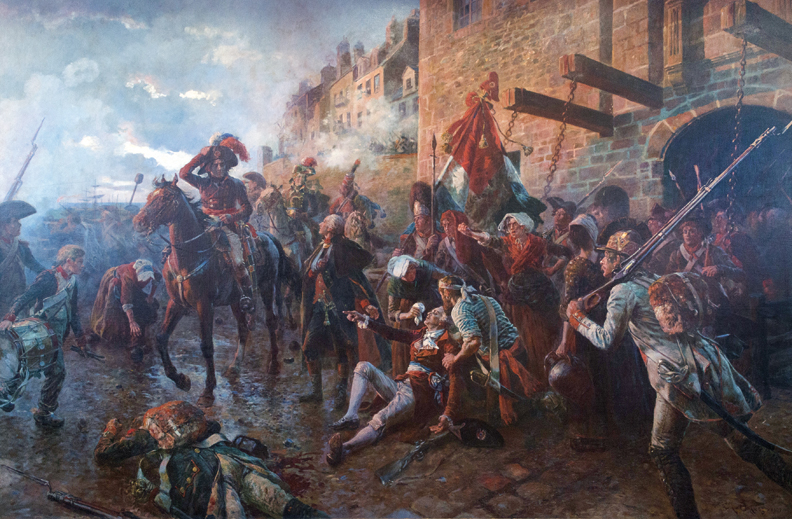
Kämpfe in der Vendée

Die Einheit bestand zu diesem Zeitpunkt aus:
dem „1e bataillon de volontaires du Finistère“
dem „1e und 3e bataillon de volontaires de la Marne“
- Einsätze

- 1796: Kämpfe in der Vendée, dann Gefecht bei Neckerau
- 1799: Schlacht bei Stockach, Eroberung von Mannheim und Schlacht bei Alkmaar.
- 1800: Gefecht bei Offenbach

### Erstes Kaiserreich
Nach der Errichtung des Kaiserreichs erfolgte eine grundlegende Reorganisation der französischen Armee. Als Ergebnis wurde mit dem 1er Vendémiaire an XII (24. September 1803) die „66e demi-brigade d’infanterie de ligne“ umbenannt in „66e régiment d’infanterie de ligne“, wie es bereits kurzzeitig vor der Revolution geheißen hatte.

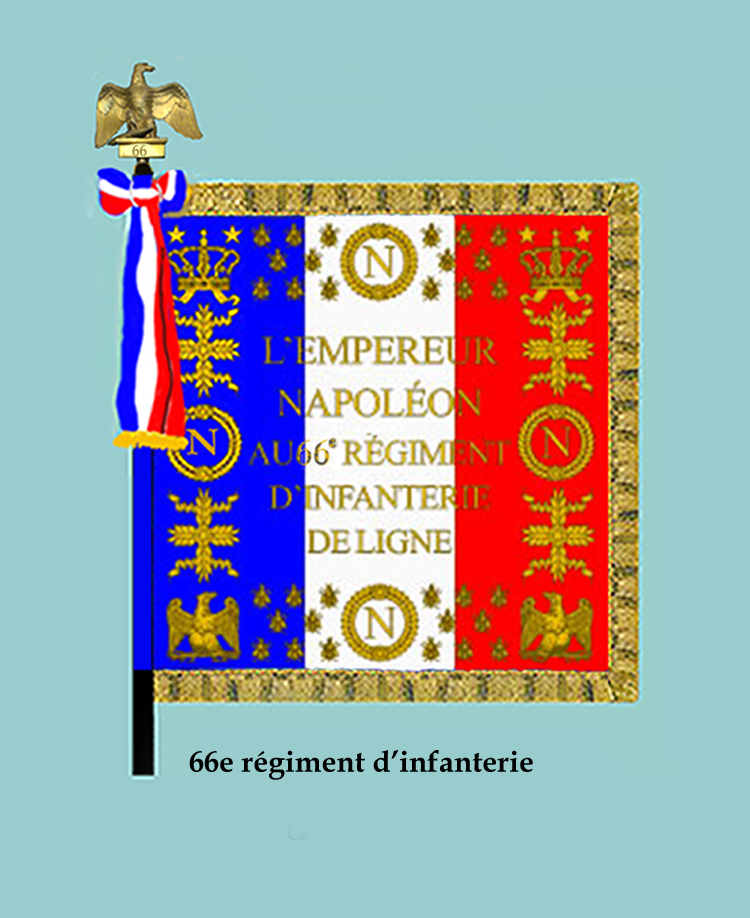
Fahne im Ersten Kaiserreich

- Feldzug in Guadeloupe zur Wiederherstellung der Sklaverei (Gesetz vom 20. Mai 1802)
  - 1802 bis 1812: Auf der Insel Basse-Terre wurde das Regiment unter das Kommando von Général Richepanse gestellt, um „la révolte des nègres“ (Aufstand der Neger) unter Louis Delgrès niederzuschlagen. Das Regiment verfolgte Delgrès und seine Männer bis nach Matouba, wo er getötet wurde. Die letzten Aufständischen der Insel wurden an einem Ort namens „Bel-Air“ eliminiert. Die Verfolgung des Widerstandes erstreckte sich auch auf die Nachbarinseln der Îles des Saintes und auf Saint-Martin. Das Regiment blieb komplett bis 1808 auf der Insel stationiert, Teile blieben bis 1812 um die Volkswirtschaft zu stabilisieren und den Handel zu gewährleisten. Diese militärische Strafexpedition hat etwa 10 % der Bevölkerung von Guadeloupe das Leben gekostet.[8]

- Spanischer Unabhängigkeitskrieg
  - 1808: Schlacht bei Vimeiro.
  - 1809: Schlacht bei Oporto
  - 1810: Belagerung und Einnahme von Ciudad Rodrigo, Schlacht bei Buçaco. Dann im Abwehrriegel der französischen Truppen hinter Torres Vedras.
  - 1811: Gefecht bei Redinha, Schlacht bei Casal Novo, Foz-d'Arunce, und Schlacht bei Fuentes de Oñoro.
  - 1812: Schlacht bei Salamanca, Schlacht bei Las Navas de Tolosa und Belagerung von Burgos
  - 1813: Gefecht bei Rivière d'Arlazon und Burgos

- Feldzug in Deutschland (1813)
  - Schlacht bei Großgörschen
  - Schlacht bei Bautzen,
  - Völkerschlacht bei Leipzig
  - Schlacht bei Hanau

- Feldzug in Frankreich (1814)
  - Schlacht bei Laon (Athies-sous-Laon)
  - Gefecht bei Reims
  - Schlacht bei Fère-Champenoise
  - Schlacht bei Paris

### Erste Restauration (1814)
Nachdem Guadeloupe durch den Vertrag von Paris im Jahre 1814 wieder französisch geworden war, wurde dort eine ständige Garnison eingerichtet und dazu das „62e Régiment d'infantrie légere“ aufgestellt. Zur Formierung der drei Bataillone gab das „66e RI“ Soldaten ab. Das neue Regiment stand unter dem Kommando von Colonel Vatable, dem vormaligen Kommandeur des „66e RI“ während des Inselfeldzuges.

### Herrschaft der Hundert Tage (1. März bis 22. Juni 1815)
Der sich in Europa befindliche Teil des Regiments stand in der Mehrheit treu zu Napoleon Bonaparte und gehörte zu den Ersten, die sich nach der Rückkehr des Kaisers von der Insel Elba diesem anschlossen. Sie wurden Teil des „Corps d'observation des Pyrénées“ (Pyrenäischen Aufklärungskorps).
Der auf Guadeloupe stationierte Teil, (inzwischen wieder Teil des IR 66) als einzige Truppe Frankreichs auf den Inseln, ging, (bedingt durch den langen Nachrichtenweg) unter dem Colonel Vatable erst am 18. Juni 1815 zu Napoleon über. Am 8. August 1815 erreichte ein britisches Expeditionskorps die Inseln, mit dem Auftrag diese in Besitz zu nehmen. Die nichtsahnenden Franzosen kämpften ohne Erfolg gegen eine sechsfache Übermacht und ergaben sich schließlich den Briten als die letzte Einheit Napoleons die kapitulierte. Erst danach erfuhren sie die Neuigkeit von der Niederlage Napoleons in der Schlacht von Waterloo und auch, dass er bereits auf dem Weg nach St. Helena war.
Die Reste der Einheit wurden nach Le Havre gebracht, dort wurde das Regiment am 9. November 1819 aufgelöst.

### Julimonarchie
Nach dem Ende der Julimonarchie und der Zweiten Restauration wurde das Regiment nach der Julirevolution durch Dekret von König Louis-Philippe I. am 17. August 1830 in Courbevoie wieder aufgestellt.
- 1831

Teilnahme an der Unterdrückung des Aufstandes der Seidenweber in Lyon
- 1832

Anlässlich eines Konflikts mit dem Kirchenstaat wurde das Regiment in einer Landungsoperation nach Ancona geschickt. Zwei Bataillone gingen von der Fregatte Victoire aus an Land und besetzten am 23. Februar 1832 die Stadt. Das 1. und das 2. Bataillon blieben hier als Besatzung bis 1839.
- Eroberung Algeriens ab 1832

Nur das 3. und 4. Bataillon waren Teil der „Armée d'Oran“, die zu den Truppen gehörte, die Algerien für Frankreich erobern sollten.
- 1832
  - Kämpfe bei Sidi-Chabal (9. November 1832)
  - Schlacht von Kheng-Nettah

- 1833
  - Kämpfe bei Kodour-Delby. (7. Mai 1833)
  - Kämpfe bei Sidi-Mahatan. (27. Mai 1833)
  - Streifzug nach Arzeu. (5. Juli 1833)
  - Streifzug nach Mostaganem. (23. Juli 1833)
  - Streifzug nach Taffaro. (5. August 1833)
  - Kämpfe bei Ayn Brédéa. (10. Oktober 1833)
  - Kämpfe bei Tamezoa (3. Dezember 1833).

Die ausgelaugten und durch Cholera dezimierten Bataillone wurden zur Erholung nach Mers-el-Kébir und Oran geschickt und verblieben dort in Garnison.
- Streifzug nach Muaskar.

- 1835
  - Kämpfe bei Muley-Ismaël. (26. Juni 1835)
  - Schlacht von Macta. (28. Juni 1835)
  - Zweiter Zug und Eroberung von Muaskar. (1. Dezember 1835)

- 1836
  - Expédition de Tlemcen. (8 janvier 1836)
  - Combat de Sidi-Yacoub. (25 avril 1836)

- 1839

Rückkehr des 3. und 4. Bataillons aus Oran, sowie des 1. und 2. Bataillons aus Ancona. Das Regiment wird im Juli des gleichen Jahres in Lyon zusammengeführt und komplettiert.
- 1840

Das Regiment war komplett in Paris versammelt, um den Leichnam von Napoleon Bonaparte in Empfang zu nehmen. Das 3. Bataillon marschierte an der Spitze des Trauerzuges, der zum Invalidendom führte. Diese Ehre wurde dem Regiment zuteil, weil es als letzte Einheit Napoleons nach den „Hundert Tagen“ die Waffen gestreckt hatte.
- 1846

Intervention während des Aufstandes der Minenarbeiter von Saint-Étienne. In Outre-Furan (1855 nach eine St. Etienne eingemeindet), ließ der General Charron durch das Regiment ohne Vorwarnung auf die Menschenmenge schießen, wodurch sechs Personen getötet wurden.
- 1848

Dem Regiment wurde Lyon als Garnison zugewiesen.

### Zweite Republik
- - 1849: Das 1. und 2. Bataillon waren am 3. Juli an der Besetzung von Rom beteiligt. Sie blieben dort bis zum Januar 1850
  - 1850: Das Regiment verließ seine Garnison in Lyon und verlegte nach Perpignan, Collioure und Port-Vendres.

### Zweites Kaiserreich
Im Zweiten Kaiserreich war das Regiment bis 1863 in Bar-le-Duc, Verdun, im Lager von Châlons-sur-Marne und schließlich Straßburg stationiert.

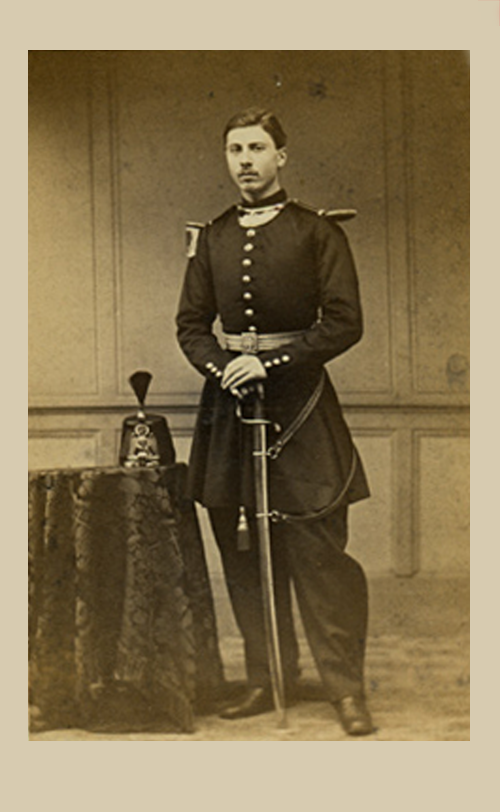
Offizier um 1869

- - 1853: Das Regiment war nicht für den Krimkrieg eingeteilt, stellte jedoch 1.000 Freiwillige ab.
  - 1854: Die Einheit wurde nach Paris befohlen.
  - 1855: Eingeteilt zur „Armée du Nord“ in Boulogne (Vendée) unter dem Kommando von General Mac Mahon.
  - 1856: Reduzierung auf drei Bataillone
  - 1859: Ein viertes Bataillon wurde wieder aufgestellt
  - 1863: Verlegung nach Algerien als Teil einer Friedensmission
  - 1865: Gefecht bei Takitount
  - 1866: Intervention in Tunesien bei Aïn Béïda und Tébessa (heute in Algerien)
  - 1867: Rückkehr nach Frankreich und garnisonierung in Antibes.

- Deutsch-Französischer Krieg

Während des Deutsch-Französischen Krieges bestanden zwei Infanterie-Regimenter mit der Nummer 66. Einmal das „66e régiment de ligne“ aus Berufs- und längerdienenden Soldaten und dann das „66e régiment de marche“ das sich aus Aufgerufenen und Freiwilligen aus der Touraine zusammensetzte. Letzteres wurde auf den Aufruf von Léon Gambetta hin errichtet und sollte ein Truppenteil des „Gouvernement de la défense nationale“ werden, mit dem Ziel eine Verteidigungsarmee die „Armée de la Loire“ aufzustellen. Diese sollte die Verteidigung des Territoriums nach dem Zusammenbruch der regulären Armee aufrechterhalten.
- Das 66e régiment de ligne (Armée du Rhin)

Zusammen mit dem „67e régiment d’infanterie de ligne“ bildete es die „2e brigade d’infanterie“ (2. Infanteriebrigade) kommandiert durch Général Jacques Alexandre Jules Fauvart-Bastoult. Diese Brigade wiederum war Teil der „2e division“ unter Général Bataille im „2e corps d'armée“ (2. Armeekorps) des General Charles Auguste Frossard
- - Besetzung von Saarbrücken am 2. August 1870
  - Schlacht bei Spichern am 6. August 1870
  - Schlacht bei Mars-la-Tour das Regiment kämpfte am 16. und 18. August hinter Gorze
  - Belagerung von Metz vom 20. August bis 27. Oktober 1870. Mit der Kapitulation ging das gesamte Regiment in Gefangenschaft. Während der Belagerung verlor es 34 Offiziere und 1.333 Männer an Verwundeten und Gefallenen.

- Das 66e régiment „de marche“ (Armée de la Loire)

Das Regiment wurde am 11. Dezember 1870 in Tours aufgestellt. Kommandeur war Lieutenant-colonel Le Corbeiller. Es kämpfte im Verband der „2e armée de la Loire“ und gehörte zur „1e brigade d’infanterie (Loire)“ unter Général Ritter. Diese wiederum gehörte zur „1e division d’infanterie de la Loire“ kommandiert von Général (Beförderung noch nicht bestätigt) Bardin im „19e corps d’armée de la Loire“ unter dem Kommando von Général Dargent.
Bereits kurz nach seiner Indienststellung wurde das Regiment am 12. Dezember 1870 nach Cherbourg beordert, wo es am 27. Januar 1871 eintraf. Wie die gesamte Loirearmee verlor es durch den strengen Winter und den Verpflegungsmangel stark an Kampfkraft. Gleichzeitig mit der Unterzeichnung des Waffenstillstandes führte es noch am gleichen Tag (28. Januar 1871) zusammen mit dem „88e régiment de la garde mobile“ (Mobilgarde) bei Saint-Mélaine ein letztes Gefecht gegen die Preußen.

### Dritte Republik
- 1871

Das „Régiment de marche“ kehrte am 14. März 1871 nach Tours zurück. Von hier aus wurde es nach Limoges geschickt, um die dortige Unruhen zu unterdrücken. Nachdem am 6. April die Stadt umzingelt worden war, gelang es dem Regiment, die Ordnung wiederherzustellen ohne einen Schuss abzugeben. Am 6. April 1871 wurde das 3. Bataillon nach Lyon beordert, um dort ebenfalls Ruhe zu schaffen. Es blieb dort bis zum 14. Juni.
Am 2. September 1871 wurden die Reste des „66e régiment d’infanterie de ligne“ aus der Gefangenschaft nach Tours repatriiert. Hier wurde es unter dem Befehl von Lieutenant-colonel Jouanne-Beaulieu reorganisiert. Im Zuge dieser Reorganisation wurde am 11. September das „66e régiment de marche“ und das „66e régiment de ligne“ zum neuen „66e régiment d’infanterie de ligne“ zusammengefasst
- 1881 Expedition nach Tunesien

DAS 1. Bataillon unter Commandant Veau de Lanouvelle traf am 6. September 1881 in Tunesien ein, wo es gemäß dem Bardo-Vertrag die französischen Interessen wahrzunehmen hatte und bei der Errichtung des „Protectorat français de Tunisie“ (Französisches Protektorat über Tunesien) Präsenz zeigen sollte. Zusammen mit je einem Bataillon des „116e régiment d’infanterie de ligne“ und des „48e régiment d’infanterie de ligne“ bildete sie das (provisorische) „13e régiment de marche de Tunisie“, das von Colonel Moulin kommandiert wurde. Dieses Regiment gehörte zur „3e brigade d’infanterie de renfort“ (3. Verstärkten Infanteriebrigade) in Tunis unter Général Étienne. Das 1. Bataillon des Regiments besetzte am 10. September 1881 Kasbah ohne auf Widerstand zu treffen. Im Verband mit dem „13e régiment de marche de Tunisie“ wurden dann nach und nach die folgenden Städte und Ortschaften eingenommen:
Akouda
Kalâa Kebira
Sakalin
Msaken
Sousse
Kalâa Sghira
Sidi El Hani
Kairouan
Enfida
El Djem
Oued Gilma
Sbeïtla
Fériana
Gafsa
Gourbata
Tozeur
Am 18. April 1882 kehrte das Bataillon nach Frankreich zurück.
- 1896

Während des Besuchs von Zar Nikolaus II. von Russland wurde im Rahmen des Französisch-Russischen Bündnisvertrages ein Freundschaftsabkommen mit dem russischen 66. Infanterieregiment in Boutirsk geschlossen.
- 1899

Bedingt durch die Faschoda-Krise sah sich die französische Regierung veranlasst, die Truppen in Algerien zu verstärken und so mehr Druck auf Großbritannien auszuüben. Das 4. Bataillon der 66er zusammen mit 700 Freiwilligen der „18e division d’infanterie“ (18. Infanteriedivision) wurden nach Sétif geschickt, wo der Verband am 14. Februar eintraf. Am 3. August kehrten sie nach Frankreich zurück.

### Belle époque
Die gesamte französischen Armee stand unter dem Druck des Nationalismus und dem Gedanken an die Revanche von 1870. Die Regimenter der Armee pflegten ihre Geschichte und ihre Traditionen. Während dieser Zeit entstanden die Spitznamen des Regiments „Sans tabac“ und „six-six“.
Die junge Dritte Republik machte sich nunmehr daran Reformen des „Ministère de la Guerre“ (Kriegsministeriums) durchzusetzen, so verschwand im Jahr 1882 der Zusatz „de ligne“ aus den Namen der französischen Infanterieregimenter. Im Jahre 1905 wurde unter der Regierung von Maurice Rouvier das „Tirage au sort“ (Losverfahren für die Einberufungen) mit dem Gesetz vom 21. Mai abgeschafft. Der allgemeine Wehrdienst wurde auf zwei Jahre festgesetzt.
1913 wurde die allgemeine Wehrdienstzeit durch das „Loi des trois ans“ (Gesetz der drei Jahre) wieder angehoben. Durch den Ausbruch des Ersten Weltkrieges konnte es jedoch geschehen, dass junge Männer plötzlich stattdessen für sechs, sieben, oder acht Jahre Soldat werden mussten.

### Erster Weltkrieg

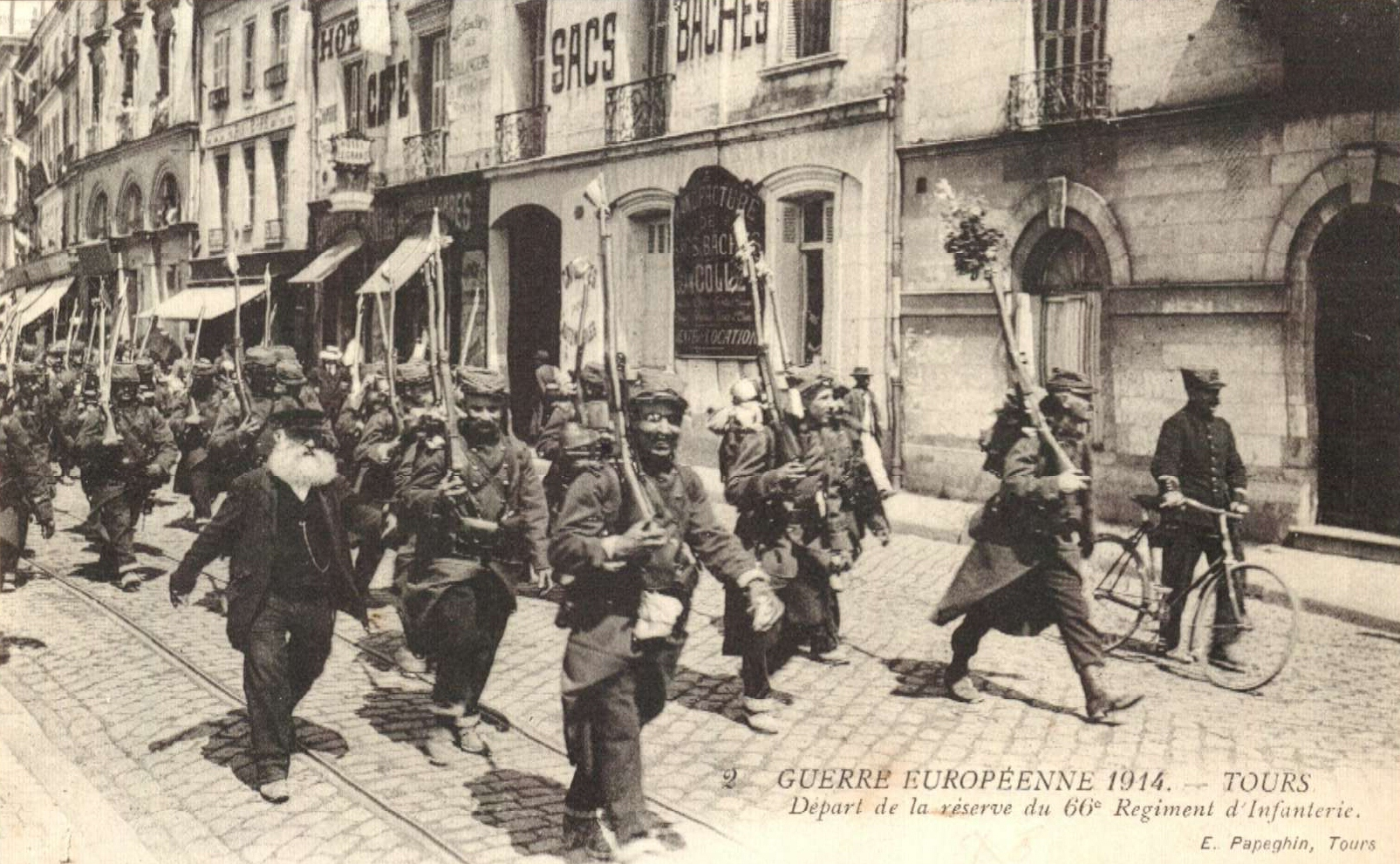
Ausmarsch der Reserven des Regiments in Tours 1914

Bei Beginn des Ersten Weltkriegs war das Regiment in der „Caserne Louis Baraguey d'Hilliers“ in Tours stationiert. Zusammen mit dem 32e Régiment d’infanterie aus Châtellerault bildete es die „35e brigade d’infanterie“ (35. Infanteriebrigade).
Diese Brigade bildete zusammen mit der „36e brigade d’infanterie“ die 18e division d’infanterie. Diese wiederum war Teil des „9e corps d'armée“ (9. Armeekorps) der „9e région militaire“ (9. Militärregion) in Tours.
Das Etatmäßige Reserveregiment des 66e RI wurde das „266e régiment d’infanterie“
- 1914
  - Ausmarsch aus Tours am 5. August 1914
  - Gefechte in Lothringen, 6. August bis 2. September 1914
  - Erste Schlacht an der Marne, 5. September bis 22. Oktober 1914
  - Erste Flandernschlacht (Poelkapelle), 24. Oktober 1914 bis Ende 1914

Belobigung durch das „9e corps d'armée“ am 14. November 1914, zusammen mit dem „125e régiment d’infanterie“ (aus Poitiers)
- 1915
  - Kämpfe an der Yser (bei Langemark), Anfang 1915 bis zum 25. April 1915.
  - Zweite Flandernschlacht, (bei Pilkem), 25. April bis 6. Mai. Das Regiment erlebt seinen ersten Gasangriff: « Die Männer wälzen sich auf dem Boden, haben Krampfanfälle, Husten, Erbrechen, spucken Blut. Die Panik greift extrem um sich. Wir ersticken in einem Nebel aus Chlor. Über den ganzen Horizont war der Himmel in ein fremdes, unheimliches Grün getaucht.» (Docteur Octave Béliard, Stabsarzt des Regiments).
  - Lorettoschlacht (bei Souchez), 9. Mai bis 23. August 1915. Während dieses Einsatzes entstand im Juli 1915 die Grabenzeitung des 66e RI die „Sans Tabac“
  - Kämpfe bei Loos-en-Gohelle und Aix-Noulette, 8. Oktober bis Ende 1915.

- 1916
  - Kämpfe bei Loos-en-Gohelle und Aix-Noulette, von Anfang 1916 bis April 1916
  - Schlacht um Verdun (Höhe 304), 23. April bis 8. Mai 1916. Belobigung durch das Armeecorps[18] (Ordre n°211 du 9e CA)[19]
  - Ruhe in Chancenay und Robert-Espagne (für drei Wochen)
  - Kämpfe in der Champagne (bei Souain), vom 3. Juni bis September 1916
  - Kämpfe an der Somme (Schlacht an der Somme), vom 9. Oktober bis Ende 1916.

- 1917

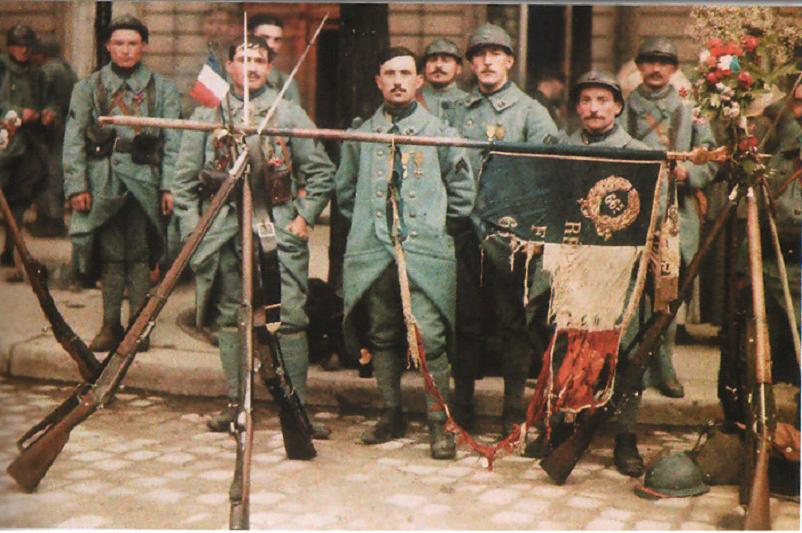
Die Fahne des Regiments mit der Fahnenabteilung im Jahre 1917

- - Kämpfe an der Somme von Anfang 1917 bis Februar 1917
  - Kämpfe in der Champagne von Februar bis Mai 1917
  - Schlacht an der Aisne (1917), (Abschnitt: Tranchées des casemates) in vorderster Front vom 9. Mai bis 7. Juli 1917. In der Nacht vom 19. auf den 20. Mai griff die Meuterei der französischen Truppen auf das Regiment über. Das 3. Bataillon weigerte sich, in die Frontlinie zurückzukehren. Daraufhin wurden 42 Männer der Gehorsamsverweigerung angeklagt, 21 von ihnen erhielten eine zweimonatige Gefängnisstrafe auf Bewährung, die anderen 19 Männer erhielten ebenfalls eine zweimonatige Gefängnisstrafe mit der Erlaubnis der Zurückstellung. (Das Schicksal der beiden übrigen Meuterer ist unklar. Nach dem Krieg ging das Gerücht um, das Bataillon sei durch standrechtliche Erschießungen (Dezimierung – Décimation) bestraft worden. Einen Nachweis darüber gibt es jedoch nicht.).[20]
  - Kämpfe auf dem Plateau de Californie vom 7. bis 23. Juli 1917. Am 11. Juli 1917 erhielt das Regiment eine Belobigung durch die Armee[21] (ordre n°286 de la Xe armée française).[22]
  - Kämpfe in Lothringen bei Arracourt-Parroy von August bis Ende 1917. Es erfolgte eine erneute Belobigung durch die 10. Armee mit Datum vom 17. August 1917[23] (ordre n°294 de la Xe armée).[24] Die Belobigung gab den Mitgliedern des Regiments das Recht künftig die Fourragère in den Farben des Croix du guerre zu tragen.

- 1918
  - Kämpfe in den Vogesen von Anfang bis April 1918
  - Kämpfe an der Somme im April und Mai 1918, im Sénécat-Wald bei Moreuil
  - Gefecht an der Matz im Juni bei Ressons-sur-Matz und Saint-Maur (Meurthe-et-Moselle) (Heute nach Lunéville eingemeindet.) Dafür erhielt das Regiment am 5. August eine Belobigung durch die Armee (Ordre n°482 de la IIIe Armée) verbunden mit dem Recht auf die Fourragère der Médaille militaire.[25]
  - Zweite Schlacht an der Marne. Im Juli 1918 Kämpfe bei Comblizy, Chassins, Trélou-sur-Marne, und Sainte-Gemme (Marne). Belobigung durch die Armee für die offensive Aktion am 29. Juli 1918, persönlich unterzeichnet vom „Général commandant en chef“ (Oberkommandierenden) Philippe Pétain.
  - Kämpfe bei Verdun von August bis Oktober 1918. Für die Kämpfe am 8. und 11. Oktober erhielt das Regiment seine letzte Belobigung durch die Armee (Ordre n°1380 de la IIe armée)
  - Bei Abschluss des Waffenstillstandes am 11. November 1918 befand sich die Einheit in Tonnoy.
  - Am 22. November erfolgte über Sarreguemines der Einmarsch nach Lothringen.
  - Anfang November überschritt das Regiment die Grenze nach Deutschland und marschierte in die Rheinpfalz ein. Bei Jahresende stand der Verband in Saarbrücken.

Mindestens 3330 Soldaten des Regiments waren gefallen oder gelten seither als vermisst.

### Zwischenkriegszeit
- Das 3. Bataillon wurde im ersten Halbjahr 1919 zur „Armée française d'Orient“ (Französische Orientarmee), der Besatzungstruppe in Istanbul kommandiert. Es verblieb dort bis 1921.
- Das restliche Regiment rückte am 14. September 1919 in seine Garnison in Tours ein.
- 1923 wurde das Regiment aufgelöst.

### Zweiter Weltkrieg
Am 7. September 1939 wurde das Regiment als Reserveeinheit vom Typ A neu aufgestellt. Es gehörte zur „18e division d’infanterie“ im „11e corps d’armée“ (11. Armeekorps) der „9e armée française“ (9. Armee)
- 1939 Drôle de guerre (Komischer Krieg)
  - 2. September: Zusammenstellung des einberufenen Personal im „Centre mobilisateur n° 93“ in der Kaserne in Châtellerault.
  - 7. September: amtliche Feststellung der Wiedererrichtung des Regiments und Übergabe der Regimentsfahne.
  - 13. September: Ankunft in Lothringen, das Regiment wurde mit Masse in Sorneville untergebracht.
  - 26. September: Besetzung des Abschnitts „Saint-Jean-Rohrbach“ im Verteidigungsbereich „la Sarre“ der Maginot-Linie.
  - 8. Oktober: Forbach
  - 1. November: Aufstellung eines „Corps francs“ des Regiments.
  - 6. Dezember: als Reserve der „18e division d’infanterie“ in das Lager von Sissonne verlegt.

- 1940 Schlacht um Frankreich
  - 14. Januar: Besetzung der Verteidigungsanlagen von Pointe de Givet.
  - 20. Januar: Besatzung des Dorfes Vireux-Molhain.
  - 16. März: Besetzung der Verteidigungsanlagen im Wald von Saint-Michel (Aisne) (bei Hirson).
  - 7. April: Auf Initiative der „Anciens combattants du six-six de 14–18“ (Ehemalige Kriegsteilnehmer des Regiments von 14–18) werden die „Fanions“ (Kompaniewimpel) in die Garnison nach Tours verbracht.
  - 11. April: Abmarsch des Regiments nach Belgien. Besetzung der Verteidigungsanlagen an der Maas im Sektor von Houx, jedoch ausschließlich Dinant
  - 10. Mai: Befehl zur Ausführung des „Manœuvre générale“ (Generalmanövers) „Dijle-Breda“
  - 12. Mai: Das Regiment sperrte die Brücke von Houx als gegen 16:00 die Spitzen der 5. Panzer-Division auf dem gegenüberliegenden Flussufer erschienen.
  - 13. Mai: Am frühen Morgen überwanden die deutschen Truppen im dichten (künstlichen) Nebel mit Schlauchbooten den Fluss.
  - 14 Mai: Nach anfänglichem Widerstand zog sich das Regiment in guter Ordnung auf das Plateau von Falaën zurück. Die Maas war verloren.
  - 15 Mai: Die Ortschaft Ermeton-sur-Biert konnte zunächst gegen die frontal angreifenden Einheiten der 5. Panzerdivision gehalten werden, wurde aber dann durch Einheiten der 7. Panzer-Division in der linken Flanke von d'Anthée ebenfalls angegriffen. Um 13:00 Uhr waren beide Panzerabwehrkanonen des Regiments unbrauchbar. Von diesem Moment an war die Widerstandskraft des Regiments gebrochen und der weitere Rückzug unvermeidbar geworden.
  - 16. Mai: Das 1. und 2. Bataillon standen in Solre-Saint-Géry, das 3. Bataillon in Barbençon.
  - 17. Mai: Die Reste des 1. Bataillons verließen die Frontlinie und zogen sich nach Cousolre zurück
  - 18. Mai: Isolierte Teile des Regiments gingen bei Crèvecœur-sur-l’Escaut in Gefangenschaft.
  - 23. Mai: Die versprengten Teile der Einheit wurden in La Bassée (Département du Nord) gesammelt.
  - 24. Mai: Diese wurden bei der Verteidigung von Steenvoorde durch den Angriff deutscher Panzerkräfte aufgerieben. Die verbliebenen Soldaten (8 Offiziere und 450 Unteroffiziere und Mannschaften) wurden dem „110e Régiment d’infanterie“ zugewiesen, das unverzüglich bei Saint-Amand (Département Pas-de-Calais) gegen die deutschen Panzerangriffe eingesetzt wurde. Die letzten Überlebenden des Regiments kämpften bis zur Evakuierung von Dünkirchen
  - 25. Mai: Die Reste des Regiments, (ausgenommen diejenigen, die nach England entkommen waren,) wurden auf dem Truppenübungsplatz „Camp de la courtine“ (im unbesetzten Gebiet – Département Creuse) gesammelt und bildeten das 1. Bataillon des 90e régiment d’infanterie. Das „66e régiment d’infanterie“ wurde aufgelöst, die Regimentsfahne eingezogen. (Sie verblieb auf dem Truppenübungsplatz.)

## Weiterer Verbleib
Nach dem Algerienkrieg wurde das Regiment im Jahre 1963 in Tours neu aufgestellt. Es war in keine Kampfhandlungen verwickelt und wurde 1966 wieder aufgelöst.

## Ehrungen
Auf der Rückseite der Regimentsfahne sind (seit Napoleonischer Zeit) in goldenen Lettern die Feldzüge und Schlachten aufgeführt, an denen das Regiment ruhmvoll teilgenommen hat.

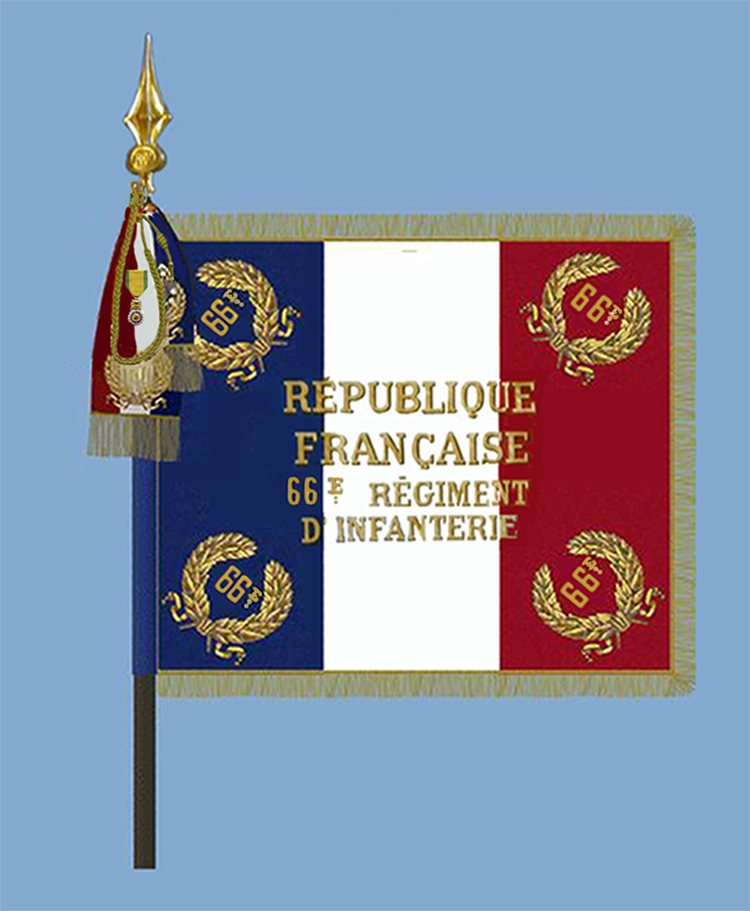
Fahne des Regiments mit Fourragère der Medaille militaire
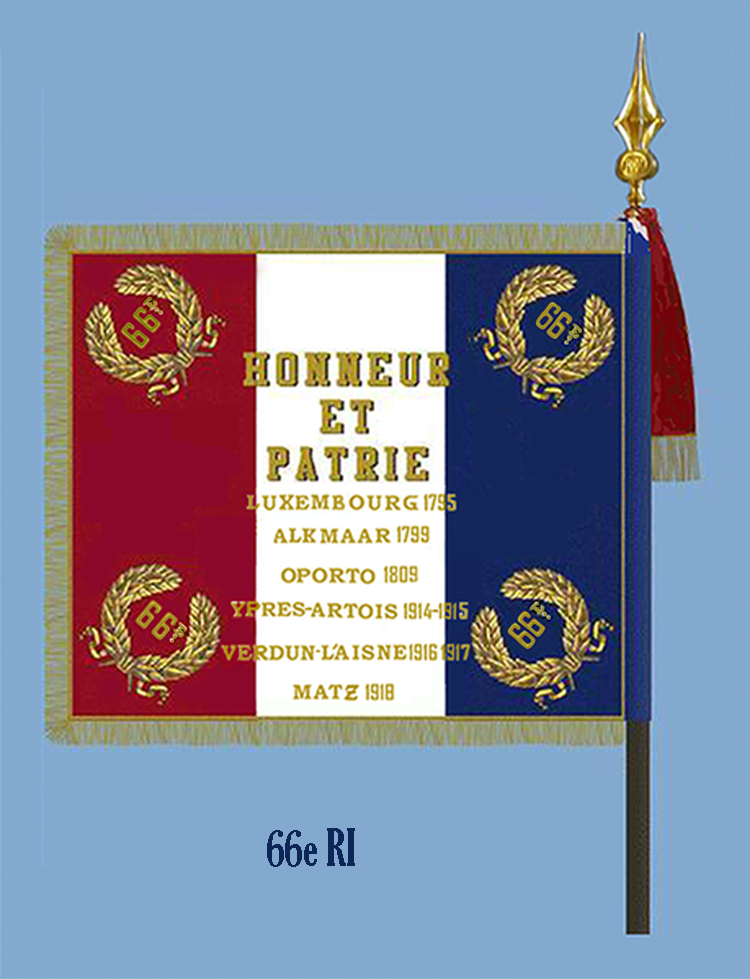
Rückseite mit den Ehrenvollen Erwähnungen
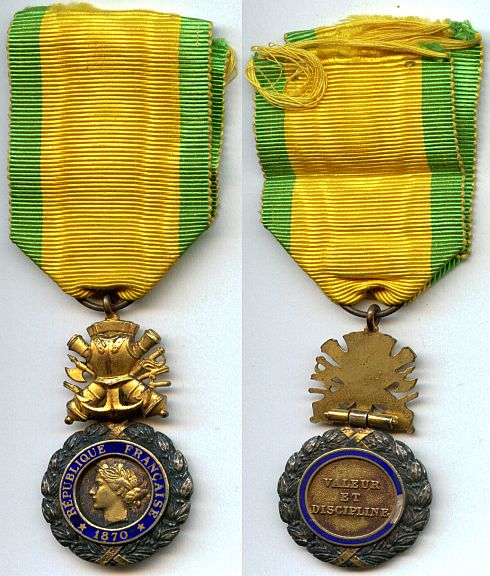
Médaille militaire
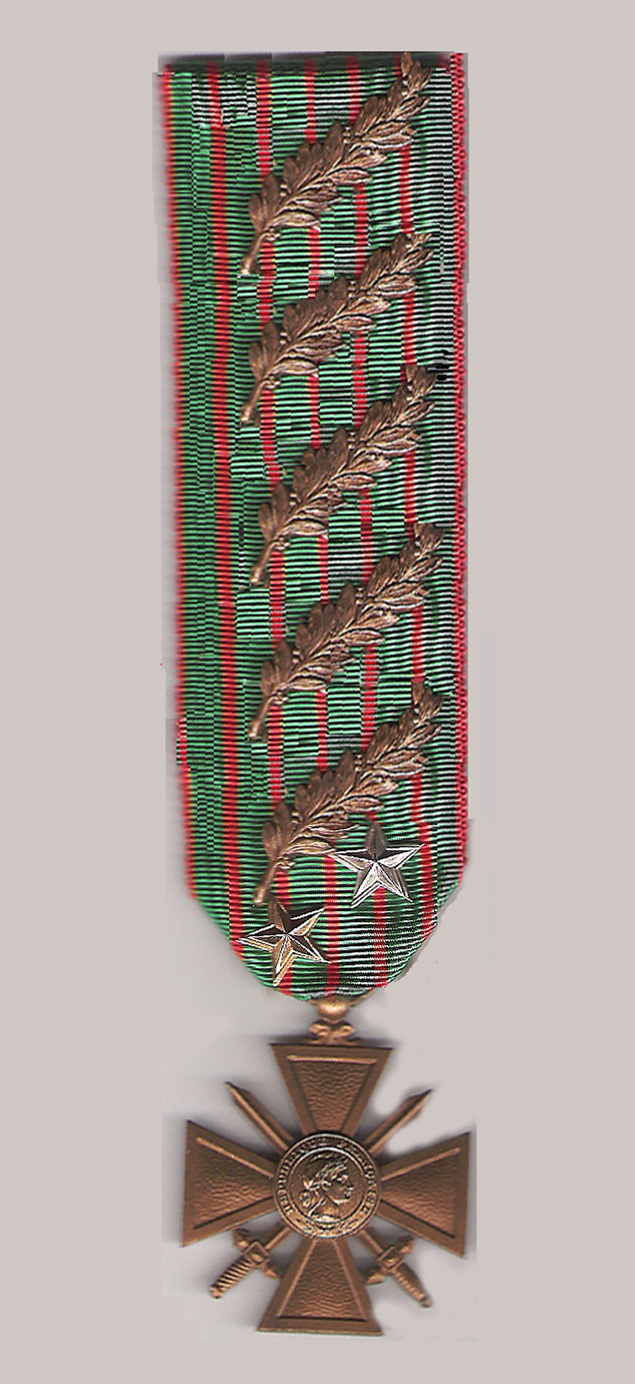
Croix de guerre mit fünf Palmenzweigen und zwei Sternen
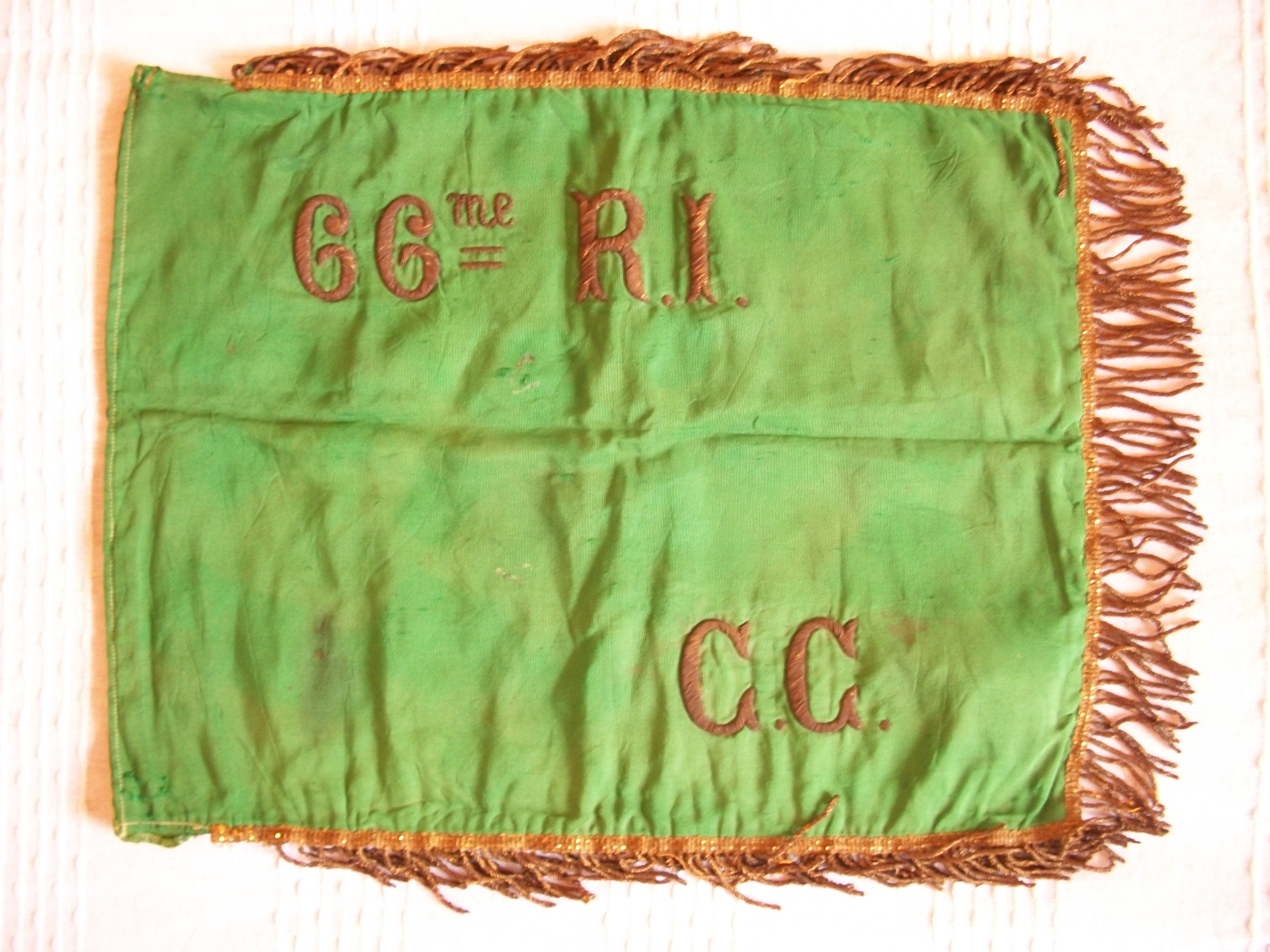
Wimpel der Stabskompanie. Übergeben am 7. April 1940 durch die Vereinigung „la sans tabac“ der Veteranen 1914–1918 des Regiments

Das Regiment ist mit dem Croix de guerre (1914–1918) (mit fünf Palmenzweigen für die Belobigungen durch die Armee, sowie zwei goldenen Sternen für die Belobigungen durch das Armeekorps) und der Medaille militaire dekoriert. Des Weiteren hat das Regiment eine Belobigung der Belgischen Armee erhalten.
Als erster Soldat der französischen Armee wurde der Caporal Silvain Métivier des 66. RI am 23. Februar 1915 mit dem Croix de guerre ausgezeichnet.
Inschriften auf der Regimentsfahne:
- Luxembourg 1794–1795
- Alkmaar 1799
- Oporto 1809
- Ypres
- Artois 1914–1915
- Verdun
- L'Aisne 1916–1917
- Matz 1918
- La Marne 1918

Schutzheiliger des Regiments ist Saint-Maurice d’Agaune.

## Devise
Die Devise des Regiments lautete „Sans Tabac“ (Ohne Tabak). Das soll daherrühren, dass das Regiment in einer Schlacht unter Napoleon Bonaparte einen entscheidenden Angriff durchgeführt hatte, ohne, wie die anderen Teile der Brigade, die zustehende Tabakration erhalten zu haben. Es führte seinen Angriff also „ohne Tabak“ aus.

## Bekannte Angehörige des Regiments
- Bernard-Pierre Magnan (Marschall von Frankreich)
- Nicolas Lebel
- Pierre-Joseph Jeanningros (General)
- Charles Morice (Schriftsteller)
- Jean Villemot (Karikaturist und 1914–1918 Capitaine im Regiment)
- Alois Werner von Weber (1703–1792), Brigadier und Militärunternehmer
- Franz Dominik von Weber (1717–1793), Brigadier und Militärunternehmer

## Besonderheiten
Im Jahre 1790 war das Regiment bei der Niederschlagung der Meuterei in Nancy eingesetzt.